# 명계남
명계남(明桂南,, 1952년 7월 26일 ~ )은 대한민국의 영화배우, 영화제작자이다.

## 생애
- 충청남도 공주에서 출생하여 지난날 한때 경상북도 경주에서 잠시 유아기를 보낸 적이 있으며 그 후 경상북도 대구에서 잠시 성장한 그는 이후 서울로 이사하여 서울돈암국민학교와 서울중학교, 신일고등학교 졸업을 거쳐 연세대학교 신학과에서 학사 학위 취득했다.

- 첫 데뷔로는 1973년 연극 《동물원 이야기》로 데뷔하였다.

- 그 후 1975년 연세대학교 신학과에서 학사 학위 취득하고 잠시 직장 생활을 하다가 연극 및 영화 분야로 복귀하여 주로 조연으로 《그 섬에 가고 싶다》(1993), 《젊은 남자》(1994) 등 수많은 작품에 출연하였으며, 이러한 다작 활동으로 말미암아 “국내 영화는 명계남이 출연한 영화와 그렇지 않은 영화로 구분할 수 있다”라는 우스갯소리가 항간에 시쳇말처럼 돌기도 하였다.

- 한편, 영화제작사 이스트필름을 창립해 《박하사탕》(1999), 《오아시스》(2002) 등을 제작하였다.

- 2011년 4월엔 후배 배우를 양성하는 연기음악원 매드스타아카데미를 개원, 대표 원장으로 활동하고 있다.

- 2002년 대한민국 대통령 선거에서는 노무현 후보를 지지하여 배우 문성근과 함께 노사모 활동에 적극적으로 참여하였으며 '대표일꾼'직을 역임하였다.

- 참여 정부 출범 이후에는 정치에도 깊이 관여하여 열린우리당 국민참여연대위원으로 활동하기도 하였다.

- 문성근과 함께 대표적인 친노 연예인으로 꼽히며, 노무현의 장례식 당시에도 많은 주목을 받은 바 있다.

## 학력
- 돈암국민학교
- 서울중학교
- 신일고등학교 졸업
- 연세대학교 신학과 학사

## 출연작

### 영화
- 2025년 《신명》 ... 김충석 역(특별출연)
- 2022년 《하로동선》 ... 박 회장 역(특별출연)
- 2021년 《자산어보》 ... 나주 목사 역 (우정출연)
- 2021년 《유공자》 ... 김동하 역
- 2019년 《열두 번째 용의자》 ... 신윤치 역
- 2019년 《메기》 ... 계남 역
- 2019년 《장사리: 잊혀진 영웅들》 ... 임춘봉 준장 역(특별출연)
- 2019년 《왓칭》 ... 1층경비 역(특별출연)
- 2019년 《크게 될 놈》 ... 이장 역
- 2018년 《군산: 거위를 노래하다》 ... 윤영 부 역(특별출연)
- 2018년 《오장군의 발톱》 ... 동쪽나라 장군 역
- 2018년 《참외향기》 ... 이장 역
- 2018년 《대부업자: 소울 앤 캐시》 ... 천수관 역
- 2017년 《군함도》 ... 중추원 서기관 역
- 2017년 《중독노래방》 ... 족집게 역
- 2017년 《은하》 ... 정만호 역
- 2016년 《여자전쟁: 비열한 거래》 ... 대근 역
- 2016년 《우리 손자 베스트》 ... 정수 역
- 2016년 《나홀로 휴가》 ... 동호회장 역
- 2016년 《초인》 ... 선생님 역 (특별출연)
- 2016년 《무수단》 ... 북한군 상장 역 (특별출연)
- 2015년 《돌연변이》 ... 회장 역
- 2015년 《마님》
- 2015년 《성실한 나라의 앨리스》 ... 도철 역
- 2015년 《젊은엄마: 내 나이가 어때서》 ... 박용태 역
- 2014년 《안녕, 투이》 ... 시아버지 역
- 2014년 《레드카펫》 ... 정우 부 역 (특별출연)
- 2014년 《왓니껴》 ... 기주 부 역 (특별출연)
- 2014년 《스톤》 ... 송원장 역
- 2013년 《청야》 ... 이 노인 역
- 2013년 《베를린》 ... 동중호 역 (특별출연)
- 2012년 《남영동1985》 ... 박 전무 역
- 2012년 《용의자X》 ... 진성여관 주인 역 (우정출연)
- 2010년 《여덟 번의 감정》 ... 전승환 역 (특별출연)
- 2008년 《남자니까, 여자여서》 ... 후배남 역
- 2007년 《살결》 ... 복덕방 중개인 역 (특별출연)
- 2006년 《모두들, 괜찮아요?》 ... 큰 아들 역
- 2006년 《손님은 왕이다》 ... 김양길 역
- 2005년 《역전의 명수》 ... 송우진 역
- 2002년 《성냥팔이 소녀의 재림》 ... 추풍낙엽 역
- 2002년 《스물넷》 ... 주인 아저씨 역
- 2001년 《GO》
- 2001년 《조폭 마누라》 ... 은진 보스 역
- 2001년 《수취인불명》 ... 지흠 부 역
- 2001년 《클럽 버터플라이》 ... 클럽 멤버 역
- 2001년 《7인의 새벽》 ... 정 회장 / 조직폭력배 보스 역 (특별출연)
- 2000년 《하피》 ... 중년 남자 역
- 2000년 《구멍》 ... 오 변호사 역
- 2000년 《반칙왕》 ... 달치 역
- 1999년 《자귀모》 ... 영업 귀신 1 역
- 1999년 《이재수의 난》 ... 채군수 역
- 1999년 《북경반점》 ... 주방장 역
- 1999년 《산전수전》 ... 송 교수 역
- 1998년 《해가 서쪽에서 뜬다면》 ... 배봉수 역
- 1998년 《까》 ... 강 실장 역 (특별출연)
- 1998년 《아름다운 시절》 ... 마이클 역
- 1998년 《생과부 위자료 청구 소송》 ... 조세창 역
- 1998년 《남자이야기》 ... 용의사 역
- 1997년 《스카이 닥터》 ... 나 경위 역
- 1997년 《마지막 방위》 ... 명 준장 역
- 1997년 《베이비 세일》 ... 신만호 역
- 1997년 《박대박》 ... 사무장 역
- 1997년 《쁘아종》 ... 운전자 역
- 1997년 《홀리데이 인 서울》 ... 주방장 역 (특별출연)
- 1997년 《똑바로 살아라》 ... 도준 역
- 1997년 《초록물고기》 ... 김양길 역
- 1996년 《깡패 수업》 ... 삼순 술집사장 역
- 1996년 《너희가 재즈를 믿느냐?》 ... 남 부장 역
- 1996년 《박봉곤 가출 사건》 ... 택시기사 역 (특별출연)
- 1996년 《코르셋》 ... 박 상무 역
- 1996년 《정글 스토리》 ... 형사 역
- 1996년 《본 투 킬》 ... 인학 역
- 1996년 《진짜 사나이》 ... 강사 역
- 1996년 《꽃잎》 ... 인부 역
- 1996년 《내일로 흐르는 강》 ... 박한섭 역
- 1995년 《돈을 갖고 튀어라》 ... 장 하사 역
- 1995년 《아름다운 청년 전태일》 ... 태일 부 역
- 1995년 《꼬리치는 남자》 ... 향수회사 사장 역
- 1995년 《헤어드레서》 ... 배 국장 역
- 1995년 《테러리스트》 ... 형사 부장 역
- 1994년 《우중산책》 ... 영사기사 역
- 1994년 《젊은 남자》 ... 황 PD 역
- 1994년 《너에게 나를 보낸다》 ... 사장 역
- 1994년 《장미빛 인생》 ... 사격장 주인 역
- 1994년 《세상 밖으로》
- 1993년 《그 섬에 가고 싶다》

기획・제작
- 2005년 《오로라 공주》
- 2002년 《오아시스》
- 1999년 《박하사탕》
- 1997년 《초록물고기》

### 드라마
- 2022년 tvN 《고스트 닥터》 ... 고재식 역
- 2021년 JTBC 《공작도시》 ... 유진석 역
- 2020년 SBS 《날아라 개천용》 ... 오재덕 역 (특별 출연)
- 2019년 OCN 《보이스 3》 ... 후지야마 사부로 역
- 2019년 JTBC 《아름다운 세상》 ... 명선 역
- 2019년 KBS2 《세상에서 제일 예쁜 내 딸》 ... 한종수 역
- 2019년 JTBC 《리갈 하이》 ... (특별 출연)
- 2019년 MBN & iHQ DRAMA 《최고의 치킨》 - 서명동 역
- 2018년 SBS 《미스 마 - 복수의 여신》 - 장일구 역
- 2018년 JTBC 《스케치》 - 최태욱 역
- 2018년 tvN 《드라마 스테이지 - 낫 플레이드》 ... 박봉철 역
- 2013년 KBS2 《직장의 신》 ... 명계남 역 (특별출연)
- 2012년 SBS 《유령》 ... 조경신 역
- 2011년 E채널 《여제》 ... 공 사장 역
- 2010년 tvN 《조선X파일 기찰비록》
- 2007년 MBC 《베스트극장 - 드리머즈》 ... 한강수 역
- 2003년 MBC 《좋은사람》 ... 한태만 역
- 2003년 MBC 《눈사람》 ... 오제표 반S장 역
- 2001년 MBC 《호텔리어》 ... 노 주방장 역
- 2001년 MBC 5.18 특집 《낮에도 별은 뜬다》 ... 광주 보안대 파견 고문기술자 역
- 2000년 KBS2 《학교 3》 ... 교감 명계남 역 (~18회)
- 2000년 MBC 《신 귀공자》 ... 명기남 역
- 1999년 SBS 《황제의 식탁》
- 1999년 KBS1 《해뜨고 달뜨고》 ... 영주의 아버지 박진태 역
- 1999년 KBS2 《학교 2》 ... 교감 명계남 역
- 1999년 KBS2 《학교》 ... 교감 명계남 역
- 1998년 SBS 《미스터Q》 ... 황 전무 역
- 1997년 KBS2 《파랑새는 있다》 ... 노필 역

### 연극
- 1973년 《동물원 이야기》
- 2019년 ~ 2020년 《목련 아래의 디오니소스》

### 광고
- 1992년 세콤에스원
- 1997년 하이트진로
- 2001년 농심 조청유과
- 2011년 러시앤캐시

### 도서
- 2012년 봉하로 간다 (출판사: 모루와정)